# Atlanticetus
L’atlanticeto (gen. Atlanticetus) è un cetaceo estinto appartenente ai misticeti. Visse tra il Miocene inferiore (circa 20 – 16 milioni di anni fa) e i suoi resti fossili sono stati ritrovati in Nordamerica ed Europa.

## Classificazione
Atlanticetus è un membro basale dei Thalassotherii, un clade di chaeomysticetes della corona che include Cetotheriidae e balene grigie. Appartiene a un gruppo di talassoteri basali più primitivi dei Cetotheriidae o dei Balaenopteroidea. Come altri talassoteri basali non cetotheriidi e rorquali esistenti, Atlanticetus ha un rostro largo alla base e una strana disposizione dei forami endocranici del periotico.
La specie tipo di Atlanticetus è A. lavei, che è conosciuta dal Miocene inferiore del Gruppo Pietra da Cantoni in Piemonte, Italia nord-occidentale. Una seconda specie, A. patulus, è nota nella parte inferiore della Formazione Calvert nel Maryland e nel Texas. È stato originariamente assegnato ad Aglaocetus da Remington Kellogg nel 1968, ma le analisi filogenetiche condotte negli anni 2010 hanno rilevato che Aglaocetus è polifiletico e Bisconti et al. (2020) hanno riscontrato che A. patulus è congenerico con A. lavei sulla base di confronti morfologici.